# Prison centrale de Hassaké
La prison centrale de Hassaké, appelée aussi prison d'al-Sinaa, prison de Ghwayran ou encore prison Panorama, est une prison située dans ville Hassaké, dans le gouvernorat de Hassaké, en Syrie.

## Histoire
La prison est une ancienne école.
En 1993, des prisonniers kurdes protestent contre les conditions de détention à la prison centrale. Les forces de sécurité syriennes prennent alors d'assaut la prison le 23 mars 1993, qui entraîne la mort de 77 détenus : 72 prisonniers sont brûlés vifs et cinq autres sont exécutés,.
L'État islamique d'Irak et du Levant prend la prison en 2015 aux mains des forces gouvernementales syriennes et libère tous les détenus. La prison sert ensuite de base à l'État islamique avant d'être reprise par les forces armées syriennes lors de la bataille de Hassaké en 2015.
La prison est capturée par les forces kurdes d'Assayech lors de la bataille de Hassaké en août 2016,,,.
En 2022, environ 3 500 à 5 000 des prisonniers de l'Etat islamique (sur 12 000), dont 700 à 850 enfants de 12 à 18 ans, sont détenus dans la prison d'al-Sinaa, dans le quartier de Ghwayran, au sud de la ville de Hassaké,,,.
Le 20 janvier 2022, l'Etat islamique tente de libérer ses membres qui y sont emprisonnés lors de l'attaque de la prison.